# David Wagner
David Wagner (* 19. Oktober 1971 in Frankfurt am Main) ist ein deutsch-US-amerikanischer Fußballtrainer und ehemaliger -spieler. Von November 2015 bis Anfang 2019 trainierte er den englischen Verein Huddersfield Town und stieg mit diesem 2017 in die Premier League auf. Zur Saison 2019/20 übernahm er den FC Schalke 04, mit dem er als Spieler den UEFA-Pokal 1996/97 gewonnen hatte. Zur Saison 2021/22 wurde er Cheftrainer beim Schweizer Meister BSC Young Boys. Zuletzt war er Cheftrainer des englischen Zweitligisten Norwich City. Seit Sommer 2025 ist er als Leiter Nachwuchs beim Bundesligisten RB Leipzig tätig.

## Karriere als Spieler

### Im Verein
Wagner wurde als Sohn eines thailändischen Vaters und einer deutschen Mutter in Frankfurt am Main geboren und wuchs in Geinsheim am Rhein auf. Da seine Mutter während der Schwangerschaft einen US-amerikanischen Studenten heiratete, besitzt Wagner die US-amerikanische Staatsbürgerschaft und lebte während seiner Kindheit in Los Angeles. Er begann mit dem Fußballspielen beim SV 07 Geinsheim. Seine Profikarriere begann der Mittelstürmer in der Saison 1990/91 bei Eintracht Frankfurt, als er von Trainer Jörg Berger in die 1. Mannschaft berufen wurde. Seine einzige Bundesliga-Partie für die Eintracht absolvierte er am 16. März 1991 gegen den VfL Bochum, in der er für Anthony Yeboah im Angriff eingewechselt wurde. Als Berger noch in der laufenden Saison von Dragoslav Stepanović abgelöst worden war, fand Wagner keine Berücksichtigung mehr. Im Sommer 1991 wechselte er zum Zweitligisten 1. FSV Mainz 05, für den er in der zweiten Bundesliga bis zum Ende der Saison 1994/1995 in 94 Spielen 18 Tore erzielte.
Ab Juli 1995 wurde Wagner vom Bundesligisten FC Schalke 04 verpflichtet. Hier wurde er zunächst wieder von Jörg Berger (der seit 1993 bei Schalke 04 unter Vertrag stand) trainiert. Im Frühjahr erreichte er seinen größten Erfolg: Er wurde – nun unter Huub Stevens – 1997 UEFA-Pokal-Sieger, war aber überwiegend Einwechselspieler.
Wagner wechselte im Juli 1997 zum Zweitligisten FC Gütersloh, wo er in den Zweitligasaisons 1997/98 und 1998/99 spielte. Weitere Stationen waren bis zum Ende der Hinrunde 1999/2000 der damalige Zweitligist SV Waldhof Mannheim. Wagner ließ seine Spielerkarriere in der Amateurliga ausklingen, von 2000 bis 2002 beim damaligen Regionalligisten SV Darmstadt 98, von 2002 bis 2004 beim Verbands- und Oberligisten TSG Weinheim und von 2004 bis 2005 beim Bezirksligisten Germania Pfungstadt.

### In der Nationalmannschaft
Wagner besitzt die US-amerikanische und die deutsche Staatsbürgerschaft. Er bestritt ein U-21-Länderspiel für Deutschland und acht A-Länderspiele für die USA, für die er auch auf Abruf für die Weltmeisterschaft 1998 in Frankreich benannt wurde.

## Karriere als Trainer

### Anfänge
Wagner absolvierte im Sommer 2007 erfolgreich den Fußballlehrerlehrgang des DFB und beendete ein Lehramtsstudium in den Fächern Biologie und Sport an der TU Darmstadt mit dem ersten Staatsexamen. Er arbeitete anschließend bei der TSG 1899 Hoffenheim als Jugendtrainer und trainierte in der Saison 2007/08 die U-19-Junioren, in der Saison 2008/09 die U-17-Junioren des Vereins. Danach belegte er für kurze Zeit ein Lehramtsreferendariat in Biologie und Sport am Gymnasium Gernsheim.
Am 1. Juli 2011 trat er die Nachfolge von Theo Schneider als Trainer der U23 von Borussia Dortmund an. In seiner ersten Saison stieg er mit der Mannschaft in die 3. Liga auf. Nach dem Abstieg 2015 blieb der Erfolg in der Regionalliga West aus. Wagner löste in Absprache mit dem Verein seinen Vertrag im Oktober 2015 auf.

### Huddersfield Town
Ab dem 9. November 2015 war er Cheftrainer des englischen Klubs Huddersfield Town. Am 29. Mai 2017 gelang ihm mit seiner Mannschaft durch einen 4:3-Sieg über den FC Reading vor 76.000 Zuschauern im Londoner Wembley-Stadion im Elfmeterschießen des Play-off-Finalspiels der Aufstieg in die Premier League. David Wagner wurde im September 2017 zum Premier League Manager of the Month des Monats August gewählt. Am Ende seiner ersten Premier-League-Saison schaffte sein Team mit Platz 16 den Klassenerhalt.
Am 14. Januar 2019 trennten sich Huddersfield Town und Wagner. Huddersfield lag zu diesem Zeitpunkt mit elf Punkten aus 22 Ligapartien und acht Punkten Rückstand auf die Nicht-Abstiegsränge auf dem letzten Tabellenplatz. Sein Nachfolger wurde Jan Siewert. Am Ende der Saison stieg der Club als Tabellenletzter ab.

### FC Schalke 04
Zur Saison 2019/20 übernahm Wagner die Bundesligamannschaft des FC Schalke 04 als Nachfolger des Interimstrainers Huub Stevens. Er unterschrieb einen Vertrag mit einer Laufzeit bis zum 30. Juni 2022. Unter Trainer Wagner spielte Schalke 04 eine starke Hinrunde, absolvierte unter Wagner anschließend jedoch saisonübergreifend 18 Bundesligaspiele in Serie ohne Sieg. Dies war vorläufiger Negativrekord in der Vereinsgeschichte von Schalke 04. Negativer Höhepunkt dieser Serie war ein 0:8 beim FC Bayern München zum Auftakt der Spielzeit 2020/21. Nach dem darauf folgenden 1:3 gegen Werder Bremen stellte der Verein seinen Übungsleiter frei.

### BSC Young Boys
Zur Saison 2021/22 übernahm er das Amt des Cheftrainers beim Schweizer Meister BSC Young Boys, die er erfolgreich durch die Qualifikation für die UEFA Champions League führte. Am 7. März 2022 nach 25 Runden in der Super League 2021/22 wurde er entlassen, als seine Mannschaft auf Platz 2 lag, aber 15 Punkte Rückstand auf Spitzenreiter FC Zürich aufwies.

### Norwich City
Anfang Januar 2023 wurde Wagner als neuer Cheftrainer des englischen Zweitligisten Norwich City vorgestellt, mit deren Sportdirektor Stuart Webber hatte er bereits bei Huddersfield zusammengearbeitet. Im Mai 2024 wurde er entlassen, nachdem in der Qualifikation um den Aufstieg in die Premier League gescheitert war.

### RB Leipzig
Zum 1. Juli 2025 wird er als Leiter Nachwuchs beim Bundesligisten RB Leipzig beginnen.

## Erfolge
Als Spieler
- UEFA-Cup-Sieger: 1997 (mit dem FC Schalke 04)

Als Trainer
- Aufstieg in die 3. Liga: 2012 (mit Borussia Dortmund II)
- Aufstieg in die Premier League: 2017 (mit Huddersfield Town)
- Einzug in die Gruppenphase UEFA Champions League: 2021 (mit BSC Young Boys)

## Privates
David Wagner ist verheiratet und hat zwei Töchter, darunter die ARD-Sportmoderatorin Lea Wagner.